# 無線電視事業公股處理條例
《無線電視事業公股處理條例》是於2006年1月18日公布施行的中華民國法律，其立法目的為處理政府、政府投資之事業及政府捐助設立之財團法人持有民營無線電視（台視和華視）事業之股份，維護媒體專業自主，並提升無線電頻率之使用效益，以追求優質傳播文化。

## 立法過程
1987年7月15日，台灣解除戒嚴，在野黨要求檢討中國國民黨政府對電子媒體的管制，學術界、新聞界、社運團體相繼支持媒體改造。在此背景下，2000年民主進步黨首次執政，並於2002年掌握立法院多數席次，得以加速推動媒體改革政策。立法院於2003年12月24日公告實行「廣電三法」修正案，納入「黨政軍退出媒體條款」，其中《廣播電視法》增訂第5條第7項，要求廣播電視主管機關應自此次修正條文施行之日起6個月內（即2004年6月24日前）制定政府及政黨持有民營廣電媒體股份（公股）的釋出方式，送交立法院審查通過後施行，並於此次修正施行之日起2年內（即2005年12月24日前）完成公股釋出。
雖然黨政軍退出媒體條款要求廣電主管機關於2004年6月24日將公股釋出方式送交立法院，但行政院遲至2005年5月27日才將《無線電視事業公股釋出條例》草案送交立法院一讀，此後經歷八次朝野協商，終於在2006年1月3日三讀通過全文共17條，並於1月18日公布實行。
2012年5月15日，為配合同年5月20日文化部（含所屬機關、機構）組織法規之施行，新聞局裁撤後，其業務分別移撥至行政院、外交部、及文化部。因此行政院於中華民國101年5月15日院臺規字第1010131134號公告中，將本法第3條、第7條第2項第2款所列屬「行政院新聞局」之權責事項（含主管機關之權責事項），改由「文化部」管轄。
2014年2月14日，配合行政院組織編制調整，將行政院勞工委員會改組升格成勞動部，行政院發布院臺規字第1030124618號公告，將本法第7條第2項第2款所列屬「行政院勞工委員會」之權責事項，自2014年2月17日起改由「勞動部」管轄。
2020年4月28日，為配合身心障礙者權利公約及其施行法內容，修正本法第13條第1項第2款、第14條第1項第2款用語，將「殘障」修正為「身心障礙者」，並於同年5月13日公布。
此條例公布實行後未曾經歷重大修訂，僅於2012、2014年因應政府組織改造而修訂若干主管機關名稱，以及於2020年為配合平權原則而修訂條文用字。

## 公股釋出過程
《無線電視事業公股釋出條例》公告實行後，台灣電視公司依此條例之「非公共化無線電視事業公股釋出程序」辦理，於2007年9月完成全部公股釋出，使台灣電視公司完全民營化。中華電視公司則依此條例之「公共化無線電視事業公股處理方式」辦理，將中華電視公司納入公廣集團，華視之公股全數贈與公共電視文化事業基金會。民間持有之股份則由公視基金會編列預算買回，惟購回所需經費過於龐大，至2023年為止，華視仍有部分股權為民間持有，無法完全實行公共化。